# Жилмар Мендис
Жилмар Ферейра Мендис (на португалски: Gilmar Ferreira Mendes, по-близко до Жилмар Фехейра Менджис) е бразилски магистрат – съдия във Върховния федерален съд на Бразилия и негов председател от 2008 до 2010 г.
Жилмар Мендис е роден в град Диамантино, щата Мато Гросо. Придобива бакалавърска и магистърска степен по право в университета в Бразилия. Той е също така и магистър по право на Университета в Мюнстер, където придобива и докторска степен.
Започва професионалната си кариера като прокурор през 1988, а по-късно е юрисконсулт в Главния секретариат на Президента. Последователно заема длъжностите технически сътрудник в Комисията за изменения на Конституцията към Камарата на депутатите (199 – 1994), технически сътрудник към Министерството на правосъдието (1995 – 1996) и заместник-началник по юридическите въпроси към Канцеларията на Президента. През 2000 г. Жилмар Мендис е назначен от президента Кардозо за главен адвокат на Съюза, но напуска поста през 2002 г., когато е номиниран за съдия във Върховния федерален съд на страната.
Назначаването на Мендис във Върховния съд не е посрещнато еднозначно от бразилската общественост. През 2008 г. бразилско списание обвинява Мендис, че използвал влиянието си на член на правителството, а по-късно и на върховен съдия, за да осигури избирането на брат си за префект на гр. Диамантино. Освен това Мендис е обвиняван, че е сред собствениците на Бразилския институт по публично право, който е сключил редица договори с държавни органи при необичайно изгодни условия, и че като собственик на института той се намира в конфликт на интереси с много от колегите си във Върховния съд, които работят като преподаватели в същия институт.